# Cucsija Josio
Cucsija Josio (土屋嘉男; Hepburn: Yoshio Tsuchiya) (Kófu, 1927. május 18. – 2017. február 8.) japán színész.

## Főbb filmjei
- A hét szamuráj (七人の侍; Hepburn: Sicsinin no szamurai?) (1954)
- Godzilla újra támad (ゴジラの逆襲; Hepburn: Godzsira no gjakusú?) (1955)
- Egy lény feljegyzései (生きものの記録; Hepburn: Ikimono no kiroku?) (1955)
- Véres trón (蜘蛛巣城; Hepburn: Kumonoszu-jó?) (1957)
- Rejtett erőd (隠し砦の三悪人; Hepburn: Kakusi toride no szan akunin?) (1958)
- A gonosz jól alszik (悪い奴ほどよく眠る; Hepburn: Warui jacu hodo joku nemuru?) (1960)
- A testőr (用心棒; Hepburn: Jódzsinbó?) (1961)
- Menny és pokol (天国と地獄; Hepburn: Tengoku to Dzsigoku?) (1963)
- A rőtszakállú (赤ひげ; Hepburn: Akahige?) (1965)
- Kiru – Ölj! (斬る; Hepburn: Kiru?) (1968)
- Pusztítsd el az összes szörnyet! (怪獣総進撃; Hepburn: Kaidzsú Szósingeki?) (1968)